# ジョアン・リベイロ・デ・バロス

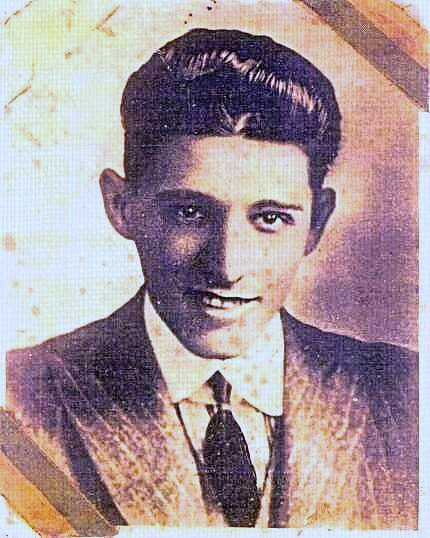
ジョアン・リベイロ・デ・バロス

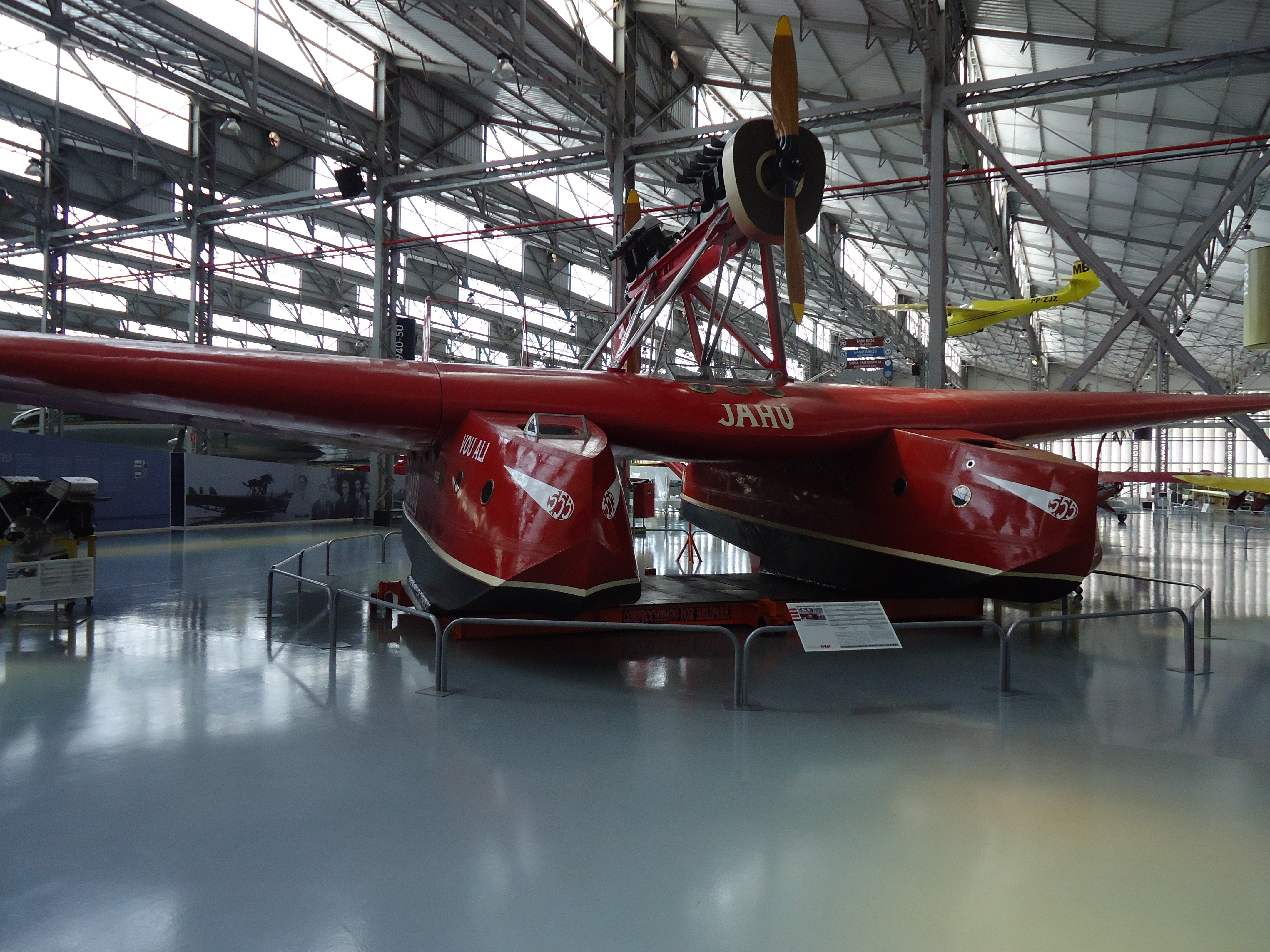
Museu TAM にある「ジャウー号」

ジョアン・リベイロ・デ・バロスは、ブラジルのパイロットであり、1927年にブラジル人クルーとともに南大西洋横断飛行を成功させたことで知られる。

## 生涯
ジョアン・リベイロ・デ・バロスは1900年4月4日、サンパウロ州ジャウーで誕生した。祖父が設立した中学校で学んだ後、サンパウロの高校を卒業し、サンパウロ大学の前身であるファクルダージ・ド・ラルゴ・デ・サンフランシスコ（Faculdade do Largo de São Francisco）で法律を学んだ。1919年にはアメリカ合衆国で機械工学を学び、1923年にはフランスで飛行免許を取得し、各国でパイロットとしての経験を積んだ。

## 南大西洋横断飛行
1926年、バロスはイタリアからブラジルへの大西洋横断飛行を計画した。ブラジル政府に資金援助を要請したが、実現不可能であると判断され援助は得られなかった。しかし、彼は自身の資産を兄弟に売却して資金を調達し、航空機を求めてイタリアへ渡った。そこで中古の水上機、サヴォイア・マルケッティ S.55を購入し、修理を行った後、自身の出身地にちなんで「ジャウー号」と命名した。搭乗した乗組員は副操縦士のジョアン・ネグラン、航法士のニュートン・ブラガ、機関士のヴァスコ・シンキーニであり、飛行途中でアーサー・クーニャが交代した。
1926年10月18日、ジャウー号はイタリアを出発し、アフリカ大陸西端のカーボベルデを目指した。しかし、エンジン不調のためスペインのアリカンテに不時着水した。エンジンのクラックが見つかり、修理のために長期間の滞留を余儀なくされた。修理が完了した後もスペイン政府の出発許可が得られず、ブラジル政府との交渉が必要であった。この長期にわたる滞留は乗員の健康に悪影響を与え、副操縦士が交代する事態となった。
カーボベルデのサンティアゴ島からブラジルへの最終飛行は1927年4月28日に行われた。13時間におよぶ飛行の後、ジャウー号はブラジル沿岸のフェルナンド・デ・ノローニャ島に到着し、歴史的な南大西洋横断飛行を成功させた。その後、ブラジル各地を飛行して歓迎を受け、フランス、ドイツ、イタリアから勲章を授与された。また、航空のパイオニアであるアルベルト・サントス＝デュモンからも祝電が寄せられた。

## その後の活動と晩年
1929年、バロスは陸上機によるブラジルからヨーロッパへの無着陸飛行を計画した。フランスでブレゲー社製の航空機を購入し、渡仏中に他界した母親にちなんで「マルガリーダ」と名付け、ブラジルへ持ち帰った。しかし、観衆が集まり出発を目前に控えたところで政変（1930年革命）が発生し、飛行は禁止され、航空機は没収されてしまった。
その後、ジョアン・リベイロ・デ・バロスはブラジルを離れたが、1932年に立憲革命が起こるとブラジルに戻った。反政府活動への関与を疑われ政府に逮捕されたこともあったが、証拠不十分で釈放された。彼は1947年7月20日に病没した。